# NGC 336
NGC 336 è una galassia a spirale situata nella costellazione della Balena.
Fu scoperta il 31 ottobre 1885 da Francis Leavenworth.